# Cecilia Bouzat
Cecilia Bouzat (nascida em 10 de dezembro de 1961) é uma bioquímica argentina que estuda distúrbios neurológicos. Em 2014, ela foi homenageada como Laureada Latino-Americana pelo Prêmio L'Oréal-UNESCO para Mulheres na Ciência. Em 2015, ela foi listada pela BBC como uma das 100 mulheres mais inspiradoras do mundo.

## Biografia
Cecilia Bouzat nasceu em 10 de dezembro de 1961, em Bahía Blanca, na Argentina. Filha e neta de médicos, ela foi a terceira de seis filhos e desde cedo se interessou por ciências.
No segundo ou terceiro ano de faculdade, Cecilia acreditou que queria enraizar sua carreira nas ciências. Ela fez graduação e doutorado em Ciências Bioquímicas pela Universidad Nacional del Sur em Bahía Blanca, na Argentina. Após a conclusão de seus cursos avançados, Cecilia Bouzat concluiu um estudo de pós-doutorado nos Estados Unidos, na Clínica Mayo, em Rochester, Minnesota, em 1994.
A pesquisa de Cecilia Bouzat concentrou-se no sistema nervoso e na forma como o cérebro e as células musculares se comunicam. Seus primeiros estudos giraram em torno de como os receptores Cys-loop estão envolvidos nas sinapses e permitem comunicações rápidas entre os neurônios e como drogas e compostos podem modificar o funcionamento das proteínas de membrana específicas do sistema nervoso. Alterações nos receptores nicotínicos neuronais estão associadas a distúrbios neurológicos.
Atualmente, Cecilia Bouzat é pesquisadora principal do CONICET e vice-diretora do Instituto de Pesquisas Bioquímicas de Bahía Blanca (INIBIBB), na Argentina. Ela dirige o centro de pesquisa em bioquímica e é professora assistente de farmacologia na Universidad Nacional del Sur, em sua cidade natal, Bahía Blanca. Bouzat é membro pesquisador do Conselho Nacional de Pesquisa da Argentina.

## Honras e prêmios
Em 2005, Cecilia Bouzat foi bolsista Guggenheim em Ciências Naturais. Em 2007, Cecilia ganhou uma bolsa de pesquisa do mesmo órgão que concede os Prêmios L'Oréal-UNESCO para Mulheres na Ciência. O prêmio de 2014 que ela recebeu reconhece cinco mulheres separadas geograficamente de todo o mundo por suas pesquisas científicas todos os anos. Ela foi a terceira argentina a receber este prêmio. Ela recebeu o reconhecimento como laureada latino-americana da L'Oréal-UNESCO por sua pesquisa contínua e por seu papel como uma importante cientista pesquisadora. A citação menciona “sua contribuição para a nossa compreensão de como as células cerebrais se comunicam entre si e com os músculos”. Como resultado, ela foi recebida e parabenizada pelo Ministro da Ciência argentino, Lino Barañao, e pela presidente argentina Cristina Fernandez de Kirchner.